# Mariestad község
Mariestad község (svédül: Mariestads kommun) Svédország 290 községének egyike. 
A mai község 1971-ben jött létre.

## Települései
A községben 4 település található:
| Település | Népesség | Megjegyzés         |
| --------- | -------- | ------------------ |
| Mariestad |          | a község székhelye |
| Ullervad  |          |                    |
| Lugnas    |          |                    |
| Sjötorp   |          |                    |